# Борихолм
Вижте пояснителната страница за други значения на Борихолм.
Борихолм (на шведски: Borgholm) е град в лен Калмар, югоизточна Швеция. Главен административен център на едноименната община Борихолм. Разположен е на западния бряг на остров Йоланд на протока Калмарсунд. Намира се на около 240 km на юг от столицата Стокхолм и 80 km югозападно от Калмар. Въпреки малобройното си население, Борихолм се означава като град по традиция на историческия градски статут, който получава през 1816 г. В Борихолм има пристанище и летище, а семият град представлява морски курорт. Историческа забележителност е замъка „Борихолм“. Населението на града е 3071 души (към 31 декември 2010).

## История
Името Борихолм се споменава за първи път в исторически източници от 1280 година, но селището е много по-старо. Получава статут на исторически град през 1816 година, а през 21 век е сред най-малките градове в Швеция. През 1906 година е поставено началото на железопътна линия минаваща през Борихолм, която е разширена по-късно до Отенбю през 1910 година. Линията е закрита през 1961 година. В средата на 20 век и особено след построяването на моста Йоланд през 1972 година, град Борихолм се превръща в честа туристическа дестинация.

## Динамика на населението
Населението на Борихолм през последните няколко десетилетия е първоначално с тендеция към повишаване, а впоследствие към слабо намаляване.

## Културни забележителности
Край града се намират руините на замъка „Борихолм“, който се разполага върху основите на по-стара крепост. Замъка „Борихолм“ е построен между 1669 и 1709 година в чест на кралица Хедвиг Елеонора. Проектиран е от шведския архитект Никодемус Тесин Старши в бароков стил. Замъкът е разрушен от пожар на 14 октомври 1806 година. Друга забележителност е имението Халторп, с което замъка „Борихолм“ има пряка връзка.
На площада в града е разположена и сградата на кметството, а близо до нея и църквата на Борихолм. Града разполага и с луксозен хотел (Strand Hotell Borgholm), с достъпно пристанище и няколко парка за разходка – Сосиететспаркен (Societetsparken) и Бекманс Парк (Beckmans Park).
- замъка „Борихолм“
- Странд хотел Борихолм, на фона на замъка
- Сосиететспаркен (Societetsparken) близо до пристанището
- Плувната база на брега на морето